# Cesta do ráje (Star Trek)
Cesta do ráje (v anglickém originále The Way to Eden) je dvacátý díl třetí řady seriálu Star Trek. Premiéra epizody v USA proběhla 28. února 1969, v České republice 15. srpna 2003.

## Příběh
Píše se hvězdné datum 5832.3 a USS Enterprise NCC-1701, vlajková loď Spojené federace planet, pod vedením kapitána Jamese T. Kirka stíhá kradený raketoplán Aurora, který neodpovídá na volání a při zachycení vlečným paprskem se snaží uniknout do Romulanského impéria. Následkem přetížení motorů je plavidlo zničeno, Scotty na poslední moment přenese všech šest členů posádky a hned po transportu konstatuje, že jde o pěknou chásku.
Jeden člen skupinky, která nejvíce připomíná hnutí hippies je Tongo Rad, syn velvyslance Catuallanie, a proto se k nim chce kapitán Kirk chovat co nejuctivěji, ačkoliv by formálně měli být zatčeni. Záhy se ukáže, že to tak jednoduché nebude, protože jde o skupinu mladších mužů a žen, kteří se chovají dosti dětinsky, fanaticky a laxně vůči jakékoliv kapitánově prosbě. Pan Spock rozeznává ve skupince hnutí, které uctívá údajnou první planetu zvanou Eden odkud má pocházet veškerý život ve vesmíru. Díky znalosti si získává jistou náklonnost celé skupiny oproti Kirkovi, který je jimi označován za Herberta, což je pro hnutí druh urážlivého názvu. Poručík Pavel Čechov poznává podle hlasu ve skupince svou někdejší lásku z Akademie Hvězdné flotily. Kirk je z posledních událostí trochu zmaten, ale Spock mu vysvětluje, že nejde pouze o hrstku drzých mládežníků. Jejich hnutí bylo založeno přítomným Dr. Sevrinem, který byl zbaven titulů po založení skupiny snažící se dosáhnout Edenu. Kapitán rozhoduje, že všichni mají být podrobeni lékařské prohlídce. V průběhu prohlídky Dr. Leonard McCoy zjišťuje právě u Dr. Sevrina vzácnou smrtelnou nemoc. Sám Sevrin je imunní, protože je přenašeč nemoci, ale Kirk chce radši nechat prohlédnout celou posádku, zdali nedošlo k nakažení.
Postupně si nová skupinka získává přízeň několika členů posádky. Jde ovšem o promyšlenou akci, která vrcholí fingovaným koncertem při kterém osvobozují Sevrina z lékařské izolace a přebírají ovládání Enterprise. Sevrin chce i s Enterprise dosáhnout Edenu a vydává se z neutrální zóny opět do nitra území Romulanů. Netrvá dlouho a na senzorech se objevuje planeta, kterou identifikují jako Eden. Do cíle zbývají tři hodiny a Sevrin pro jistotu upravuje některé obvody. Chce tím připravit ultrazvuk, který by omráčil všechny na palubě, kromě jimi ovládané strojovny. Když se Kirk, Scotty a Spock snaží do strojovny dostat, Sevrin spouští nastraženou zbraň a celou posádku paralyzuje. Skupince se daří uniknout raketoplánem na povrch Edenu. Spock hlásí, že kromě nich ale na planetě nejsou živé bytosti. Kirk, Spock, McCoy a Čechov se transportují na povrch, který opravdu působí jako rajská zahrada. Najednou je slyšet, jak Čechov zaječí. Když ukazuje spálenou ruku od květiny, McCoy senzorem zjišťuje, že květina je plná kyseliny a zrovna tak tráva. Opodál nacházejí mrtvého člena skupinky s nakouslým ovocem. Doktor zjišťuje, že je plné prudkého jedu. Později nachází i raketoplán s ostatními. Sevrin se nechce smířit s tím, že ráj není až tak rájem a kousnutím do jednoho z plodů ovoce páchá sebevraždu.
Když jsou ostatní předáváni z Enterprise, Čechov se loučí se svou bývalou láskou. Spock jí ještě žádá, aby nepřestala hledat Eden, protože nepochybuje o tom, že jej jednou najde nebo vytvoří. Když Spock přijde na můstek, Kirk se usměje a dodává, že to všichni chápou.